# Léda et le Cygne (Copenhague)
Pour les articles homonymes, voir Léda et le Cygne.

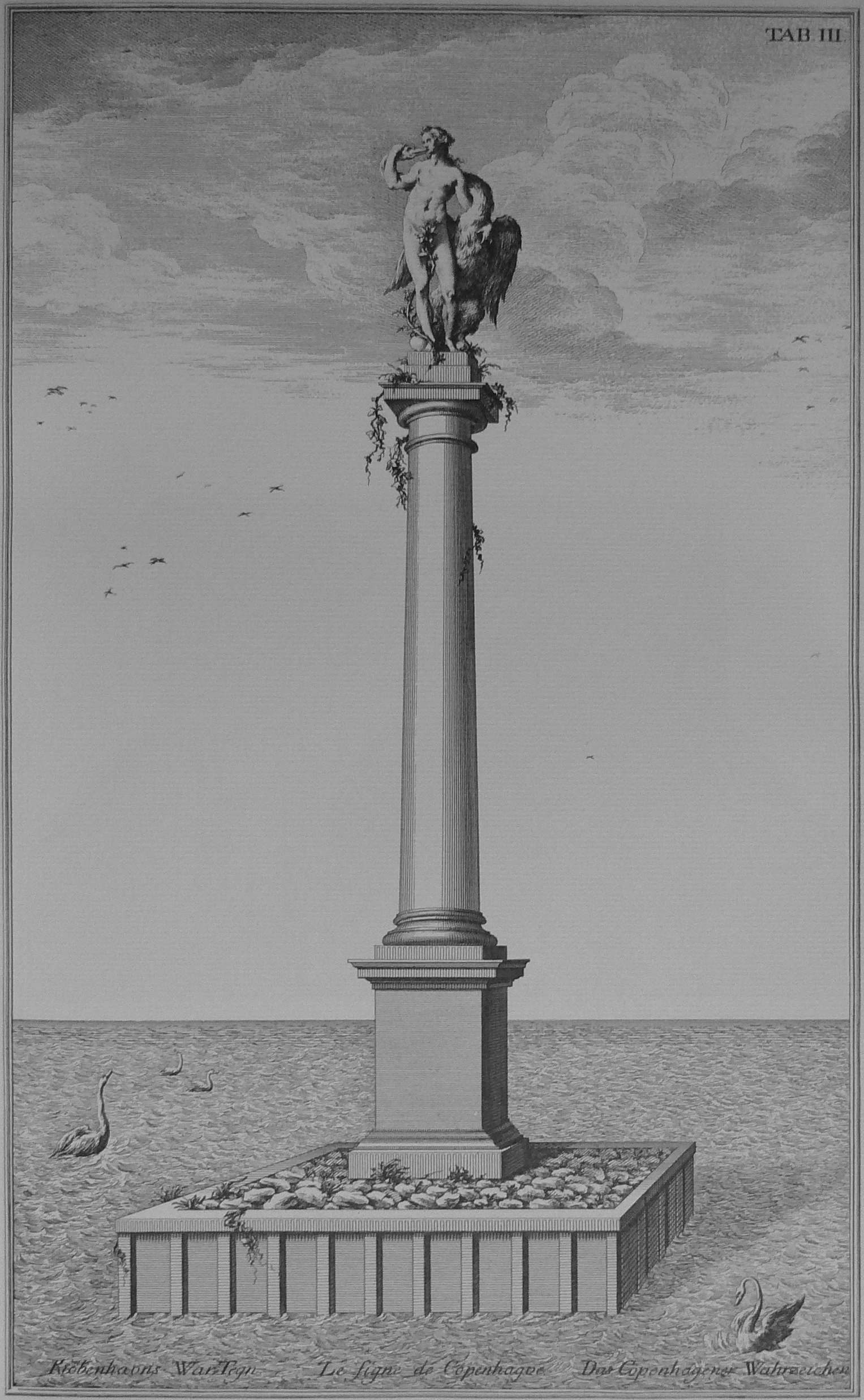
Estampe représentant la statue dans Den danske Vitruvius de Lauritz de Thurah.

Léda et le Cygne est une statue ayant orné le port de Copenhague, au Danemark, de 1611 à 1795. Elle était placée au sommet d'une colonne, près de l'entrée de l'arsenal de Christian IV (en). 

## Histoire
Le monument a été construit en 1611, pendant le règne du roi Christian IV. L'ouvrage de Lauritz de Thurah  Den Danske Vitruvius (en) (1er volume, 1746) écrit par erreur que la statue fut ramenée de Kalmar comme butin de guerre, erreur qui se retrouve dans plusieurs ouvrages du XVIIIe siècle, notamment la Géographie universelle d'Anton Friedrich Büsching et Le Voyageur françois de l’abbé Delaporte.
Construit sur une île artificielle entourée de murs, sur un banc de sable connu sous le nom de banc des Sirènes parce que beaucoup prétendaient y avoir observé des sirènes, il se trouvait à l'extérieur de l'entrée de l'arsenal de Christian IV, alors récemment édifié.
En 1795, l'eau n'étant profonde que d'un mètre à l'endroit où il se trouvait, le trafic croissant dans le port rendant nécessaire des travaux de dragage, le monument est démoli. Le sort de la statue est mal connu. D'après certains documents, elle se trouvait dans un jardin de Frederiksberg Allé (en) vers 1900.